# Jason Roberts
Jason Andre Davis Roberts est un footballeur anglo-grenadien né le 25 janvier 1978 à Park Royal, Londres ( Angleterre) et évoluant au poste d'attaquant. Il a effectué toute sa carrière en Angleterre. Il est international grenadien.

## Carrière
Le 26 janvier 2012, il est transféré au Reading où il signe un contrat de 18 mois.
Le 20 mars 2014 il annonce sa retraite

## Clubs successifs
- 1996-1997 : Hayes FC -  Angleterre
- 1997-1998 : Wolverhampton Wanderers -  Angleterre
  - 1997-1998 : Torquay United (prêt) -  Angleterre
  - 1998 : Bristol City (prêt) -  Angleterre
- 1998-2000 : Bristol Rovers -  Angleterre
- 2000-2004 : West Bromwich Albion -  Angleterre
  - 2003-2004 : Portsmouth (prêt) -  Angleterre
- 2004-2006 : Wigan Athletic -  Angleterre
- 2006-2012 : Blackburn Rovers -  Angleterre
- 2012-2014 : Reading -  Angleterre[2],[3],[4]

## Palmarès
- Wigan Athletic
  - Finaliste de la Coupe de la Ligue d'Angleterre : 2006

Reading
- Championship (D2)
  - Champion : 2012